# Dakariella antarctica
Dakariella antarctica är en mossdjursart som först beskrevs av Liu och Hu 1991.  Dakariella antarctica ingår i släktet Dakariella och familjen Smittinidae. Inga underarter finns listade i Catalogue of Life.